# Высоковское сельское поселение (Тверская область)
Высо́ковское се́льское поселе́ние — муниципальное образование в составе Торжокского района Тверской области. На территории поселения находится 59 населённых пунктов.
Центр поселения — поселок Высокое.
Образовано в 2005 году, включило в себя территории Высоковского и Глуховского сельских округов.
Законом Тверской области от 17 апреля 2017 года № 23-ЗО были преобразованы, путём их объединения, муниципальные образования Высоковское, Богатьковское и Ладьинское сельские поселения в Высоковское сельское поселение.

## Географические данные
- Общая площадь: 161,1 км²
- Нахождение: южная часть Торжокского района
  - Граничит:
    - на севере — с Сукромленским СП и Мошковским СП,
    - на востоке — с Тредубским СП,
    - на юге — с Ладьинским СП и Старицким районом, Берновское СП,
    - на западе — с Богатьковским СП.

По территории поселения с запада на восток протекает река Тьма, приток Волги. С севера на юг проходят железная дорога «Лихославль—Торжок—Ржев» и автодорога «Торжок—Высокое—Берново—Старица».

## Население
По переписи 2002 года — 1681 человек (1297 в Высоковском и 384 в Глуховском сельском округе), на 01.01.2008 — 1632 человек.

## Населенные пункты
На территории поселения находятся следующие населённые пункты:

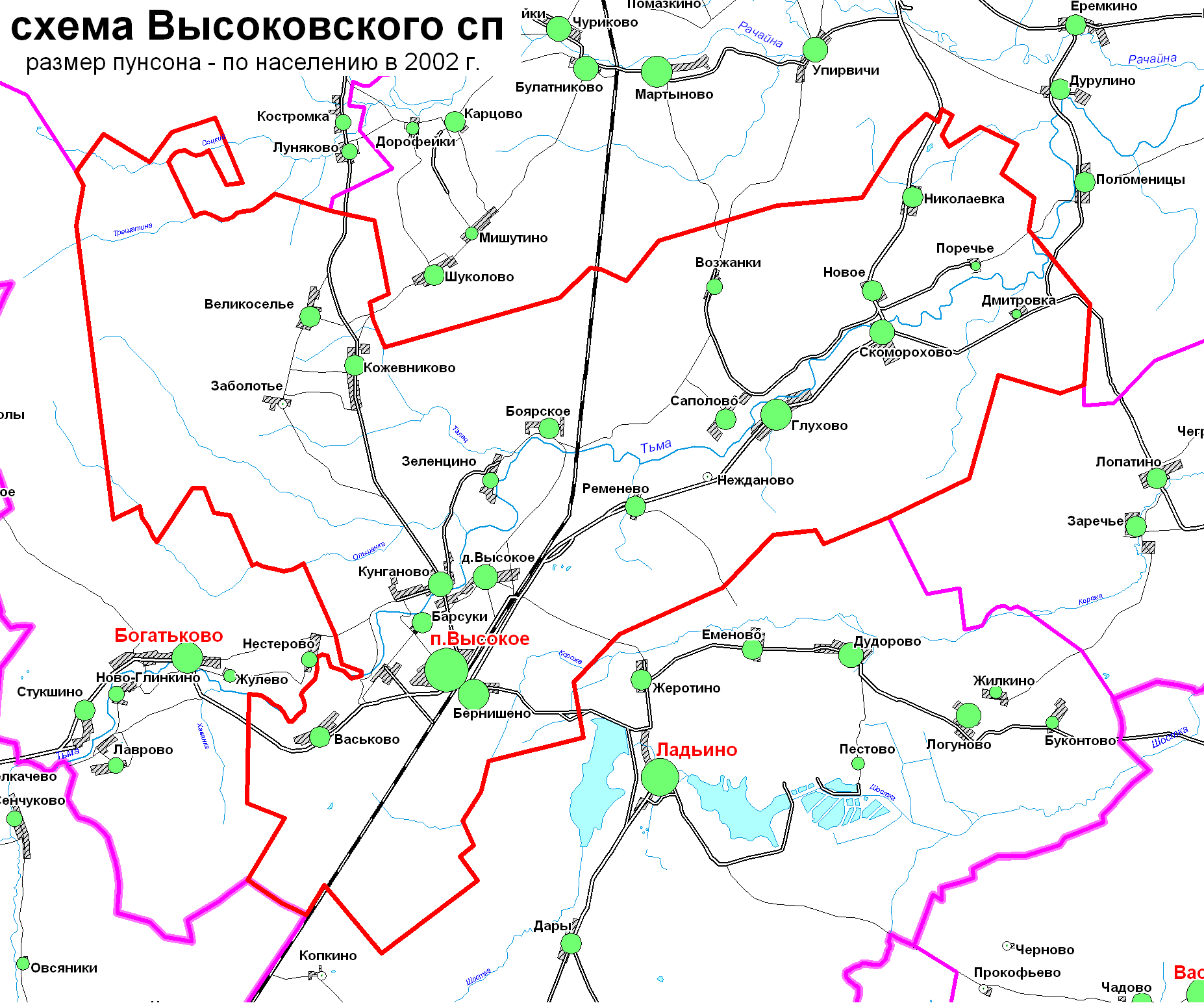
Схема Высоковского сп

| Тип  | Название    | Население | Население | Население |
| Тип  | Название    | 1996      | 2002      | 2008      |
| ---- | ----------- | --------- | --------- | --------- |
| пос. | Высокое     | 1060      | 940       | 938       |
| дер. | Барсуки     | 28        | 22        | 19        |
| дер. | Бернишено   | 146       | 104       | 127       |
| дер. | Боярское    | 1         | 13        | 1         |
| дер. | Васьково    | 28        | 23        | 18        |
| дер. | Великоселье | 8         | 12        | 1         |
| дер. | Высокое     | 84        | 55        | 32        |
| дер. | Заболотье   | 9         | 0         | 3         |
| дер. | Зеленцино   | 14        | 8         | 5         |
| дер. | Кожевниково | 46        | 35        | 37        |
| дер. | Кунганово   | 94        | 85        | 71        |
| дер. | Глухово     | 210       | 185       | 184       |
| дер. | Возжанки    | 5         | 8         | 2         |
| дер. | Дмитровка   | 1         | 1         | 0         |
| дер. | Нежданово   | 0         | 0         | 0         |
| дер. | Николаевка  | 34        | 23        | 26        |
| дер. | Новое       | 29        | 27        | 25        |
| дер. | Поречье     | 5         | 1         | 2         |
| дер. | Ременево    | 31        | 25        | 22        |
| дер. | Саполово    | 40        | 40        | 46        |
| дер. | Скоморохово | 65        | 74        | 73        |

## История
В XI—XIV вв. территория поселения находилась на границе Новоторжской волости Новгородской земли с Владимиро-Суздальским, затем Тверским княжеством.
В XIV веке присоединена к Великому княжеству Московскому.
- После реформ Петра I территория поселения входила:
  - в 1708—1727 гг. в Санкт-Петербургскую (Ингерманляндскую 1708—1710 гг.) губернию, Тверскую провинцию,
  - в 1727—1775 гг. в Новгородскую губернию, Тверскую провинцию,
  - в 1775—1796 гг. в Тверское наместничество, Старицкий уезд,
  - в 1796—1924 гг. в Тверскую губернию, Старицкий уезд,
  - в 1924—1929 гг. в Тверскую губернию, Новоторжский уезд,
  - в 1929—1935 гг. в Западную область, Высоковский район,
  - в 1935—1963 гг. в Калининскую область, Высоковский район,
  - в 1963—1990 гг. в Калининскую область, Торжокский район,
  - с 1990 в Тверскую область, Торжокский район.

В середине XIX-начале XX века большинство деревень поселения относились к Дарской волости Старицкого уезда. На севере часть территории поселения входила в Мошковскую волость Новоторжского уезда.
В 1929—1963 существовал отдельный Высоковский район, в состав которого входили части нынешних Торжокского и Старицкого районов (Берново, Богатьково, Альфимово, Булатниково, Мошки, Ладьино, Васильевское).

## Известные люди
- Священномученик Александр (Вершинский)